# Albert-Link-Hütte
Die Albert-Link-Hütte ist eine Schutzhütte der Sektion München des Deutschen Alpenvereins. Sie liegt auf einer Höhe von 1053 m ü. NHN in den Schlierseer Bergen im Mangfallgebirge südlich des Spitzingsees in den Bayerischen Voralpen auf der Valepper Alm. Sie ist in rund 10 Minuten vom Ort Spitzingsee zu erreichen. Vor der Hütte beginnt eine Langlaufloipe. Das Skigebiet Spitzing ist ebenfalls leicht zu erreichen. Vor der Hütte wird Brot gebacken, das man auch zum Mitnehmen kaufen kann.

## Geschichte
Die Hütte wurde nach Albert Link (1868 bis 1944) benannt, der sich in der Sektion München des Alpenvereins früh schon für die Förderung des Skisports eingesetzt hatte. Link, der als Dekorationsmalermeister tätig war, betreute von 1916 bis 1941 das Arbeitsgebiet am Wetterstein als Hüttenreferent. Er sorgte für die Ingangsetzung des Hüttenbetriebes, die Wiederinstandsetzung der Wege nach dem Ersten Weltkrieg und – oft persönlich mit Farbtopf und Pinsel – für die Markierung der Wege. Auf seinen Antrag hin wurde am 22. Januar 1913 die Skisabteilung der Sektion München gegründet, zu deren Vorsitzenden er gewählt wurde. Bis 1942, also 29 Jahre lang, übte er dieses Amt aus. Die Albert-Link-Hütte wurde in den Jahren 1939 bis 1940 von der Sektion München neu erbaut.

## Zugänge
Die Hütte ist u. a. zu erreichen:
- von Spitzingsee (Wurzhütte) (1083 m) (im Winter gewalzt), Gehzeit ca. 10 Minuten

## Übergänge
- Zum Blecksteinhaus (1022 m ü. NHN); Gehzeit 15 Minuten
- Zur Erzherzog-Johann-Klause (824 m ü. NHN) über Forsthaus Valepp (872 m), Gehzeit: 3½ Stunden
- Zum Rotwandhaus (1737 m ü. NHN); Gehzeit: 2¾ Stunden

## Touren

### Gipfelbesteigungen
Gipfel in der näheren Umgebung der Hütte sind:
- Rotwand (1884 m), Gehzeit 2 Stunden
- Ruchenköpfe (1805 m), Gehzeit 2½ Stunden
- Auerspitz (1811 m), Gehzeit 2½ Stunden
- Stolzenberg (1609 m), Gehzeit 2 Stunden
- Roßkopf (1580 m), Gehzeit 1,5 Stunden

## Karte
- Alpenvereinskarte 1:25.000, Blatt BY 15, Mangfallgebirge Mitte, Spitzingsee